# 2000-es Busch Series
A 2000-es NASCAR Busch Series volt a sorozat tizenkilencedik szezonja. Az idény során harminckét versenyt rendeztek a Winston Cup betétfutamaiként. A bajnok Jeff Green lett, Jason Keller és Kevin Harvick előtt. Az év legjobb újonca is Harvick lett.

## Teljes szezonos versenyzők és csapatok
| Csapat                        | Autó                  | #  | Versenyző           | Tulajdonos          | Versenymérnök       |
| ----------------------------- | --------------------- | -- | ------------------- | ------------------- | ------------------- |
| Akins Motorsports             | Ford Taurus           | 98 | Elton Sawyer        | Brad Akins          | Ricky Viers         |
| AllCar Motorsports            | Chevrolet Monte Carlo | 26 | Bobby Hamilton, Jr. | Dave Carroll        | Todd Lohse          |
| Alumni Motorsports            | Chevrolet Monte Carlo | 0  | Shane Hall          | Brent Bushu         | Mike Steurer        |
| BACE Motorsports              | Chevrolet Monte Carlo | 33 | Tony Raines         | Barbara Baumgardner | Alan Russel         |
| BACE Motorsports              | Chevrolet Monte Carlo | 74 | P. J. Jones (Ú)     | Bill Baumgardner    | Billy Nacewiz       |
| Bill Davis Racing             | Pontiac Grand Prix    | 20 | Mike Borkowski (Ú)  | Bill Davis          | Steve Bird          |
| Bobby Hillin Racing           | Chevrolet Monte Carlo | 8  | Bobby Hillin        | Robert Hayes        | Sammy Ware          |
| Brewco Motorsports            | Chevrolet Monte Carlo | 27 | Casey Atwood        | Tammy Brewer        | Jason Ratcliff      |
| Brewco Motorsports            | Chevrolet Monte Carlo | 37 | Kevin Grubb         | Clarence Brewer     | Terry Shirley       |
| Buckshot Racing               | Pontiac Grand Prix    | 00 | Buckshot Jones      | Billy Jones         | Sandy Jones         |
| Cicci-Welliver Racing         | Chevrolet Monte Carlo | 34 | David Green         | Frank Cicci         | Jay Guy             |
| Cicci-Welliver Racing         | Chevrolet Monte Carlo | 36 | Tim Fedewa          | Scott Welliver      | Richard Lasater     |
| Cicci-Welliver Racing         | Chevrolet Monte Carlo | 66 | Todd Bodine         | Jeffrey Welliver    | Donnie Richeson     |
| Curb/Agajanian Motorsports    | Chevrolet Monte Carlo | 43 | Jay Sauter (Ú)      | Mike Curb           | Gene Nead           |
| Dale Earnhardt, Inc.          | Chevrolet Monte Carlo | 3  | Ron Hornaday (Ú)    | Dale Earnhardt      | Gere Kennon         |
| Davis & Weight Motorsports    | Ford Taurus           | 55 | Michael Ritch       | Jerry Davis         | Skip Eyler          |
| Emerald Performance Group     | Chevrolet Monte Carlo | 19 | Mike Skinner        | David Ridling       | Christian Lovendahl |
| Grubb Motorsports             | Chevrolet Monte Carlo | 83 | Wayne Grubb         | William Grubb       | Bobby King          |
| Herzog Motorsports            | Chevrolet Monte Carlo | 92 | Jimmie Johnson (Ú)  | William Herzog      | Tony Liberati       |
| HMV Motorsports               | Chevrolet Monte Carlo | 63 | Mark Green          | Hubert Hensley      | Jeff Hensley        |
| Innovative Motorsports        | Chevrolet Monte Carlo | 30 | Hermie Sadler       | George DeBidart     | Mike Greci          |
| Innovative Motorsports        | Chevrolet Monte Carlo | 48 | Mike McLaughlin     | George DeBidart     | John Monsam         |
| Jarrett/Favre Motorsports     | Pontiac Grand Prix    | 11 | Jason Jarrett       | Brett Favre         | Wes Ward            |
| Joe Gibbs Racing              | Pontiac Grand Prix    | 4  | Jeff Purvis         | Joe Gibbs           | Doug Richert        |
| Joe Gibbs Racing              | Pontiac Grand Prix    | 18 | Jason Leffler (Ú)   | Joe Gibbs           | Bryant Frazier      |
| Labonte Motorsports           | Chevrolet Monte Carlo | 44 | Terry Labonte 8     | Kimberly Labonte    | Kevin Caldwell      |
| Labonte Motorsports           | Chevrolet Monte Carlo | 44 | Justin Labonte 22   | Kimberly Labonte    | Kevin Caldwell      |
| Labonte Motorsports           | Chevrolet Monte Carlo | 44 | Glenn Allen, Jr. 1  | Kimberly Labonte    | Kevin Caldwell      |
| Labonte Motorsports           | Chevrolet Monte Carlo | 44 | Brett Bodine 1      | Kimberly Labonte    | Kevin Caldwell      |
| Petty Enterprises             | Chevrolet Monte Carlo | 45 | Adam Petty          | Kyle Petty          | Chris Hussey        |
| Petty Enterprises             | Chevrolet Monte Carlo | 45 | Kyle Petty          | Kyle Petty          | Chris Hussey        |
| Petty-Huggins Motorsports     | Chevrolet Monte Carlo | 96 | Gus Wasson (Ú)      | Beau Petty          | Greg Guarry         |
| PRW Racing                    | Ford Taurus           | 77 | Chad Chaffin        | Tony Hall           | Jimmy Means         |
| Phoenix Racing                | Chevrolet Monte Carlo | 1  | Randy LaJoie        | James Finch         | Marc Reno           |
| ppc Racing                    | Chevrolet Monte Carlo | 10 | Jeff Green          | Greg Pollex         | Harold Holly        |
| ppc Racing                    | Chevrolet Monte Carlo | 57 | Jason Keller        | Bob Campbell        | Steve Addington     |
| PPI Motorsports               | Ford Taurus           | 97 | Anthony Lazzaro (Ú) | Cal Wells           | Pat Smith           |
| Reiser Enterprises            | Chevrolet Monte Carlo | 17 | Matt Kenseth        | Robbie Reiser       | Gary Cogswell       |
| Richard Childress Racing      | Chevrolet Monte Carlo | 2  | Kevin Harvick (Ú)   | Richard Childress   | Todd Berrier        |
| Richard Childress Racing      | Chevrolet Monte Carlo | 21 | Mike Dillon         | Richard Childress   | Lance Dieters       |
| Roush Racing                  | Ford Taurus           | 60 | Mark Martin         | Jack Roush          | Tony Lambert        |
| SABCO Racing                  | Chevrolet Monte Carlo | 42 | Kenny Irwin, Jr.    | Carolyn Sabates     | Tony Glover         |
| SABCO Racing                  | Chevrolet Monte Carlo | 81 | Blaise Alexander    | Felix Sabates       | Ben Holm            |
| SABCO Racing                  | Chevrolet Monte Carlo | 82 | Dave Steele (Ú)     | Felix Sabates       | Bob Temple          |
| Spencer Motor Ventures        | Chevrolet Monte Carlo | 5  | Dick Trickle        | Jimmy Spencer       | Bryan Schaffer      |
| ST Motorsports                | Chevrolet Monte Carlo | 59 | Phil Parsons        | Tad Geschickter     | Phil Hammer         |
| Team Amick                    | Chevrolet Monte Carlo | 35 | Lyndon Amick        | Bill Amick          | Ricky Pearson       |
| Team Parker                   | Chevrolet Monte Carlo | 53 | Hank Parker Jr.     | Hank Parker         | Dave McCarty        |
| Team Rensi Motorsports        | Chevrolet Monte Carlo | 25 | Kenny Wallace       | Ed Rensi            | David Ifft          |
| Washington-Erving Motorsports | Chevrolet Monte Carlo | 50 | Tony Roper          | Joe Washington      | Darrell Bryant      |
| Xpress Motorsports            | Pontiac Grand Prix    | 61 | Hut Stricklin       | Steve Coulter       | Craig Huartson      |

## A bajnokság végeredménye
1. Jeff Green - 5005
2. Jason Keller - 4389
3. Kevin Harvick - 4113
4. Todd Bodine - 4075
5. Ron Hornaday - 3870
6. Elton Sawyer - 3776
7. Randy LaJoie - 3670
8. Casey Atwood - 3404
9. David Green - 3316
10. Jimmie Johnson - 3264
11. Jeff Purvis - 3212
12. Phil Parsons - 3176
13. Kevin Grubb - 3124
14. Hank Parker, Jr. - 3109
15. Tony Raines - 3061
16. Jay Sauter - 3037
17. Matt Kenseth - 3022
18. Tim Fedewa - 3009
19. Bobby Hamilton, Jr. - 2968
20. Jason Leffler - 2956
21. Buckshot Jones - 2952
22. Dick Trickle - 2808
23. Mike Dillon - 2743
24. Mike McLaughlin - 2690
25. Blaise Alexander - 2540
26. Mark Green - 2470
27. Mark Martin - 2280
28. Lyndon Amick - 2266
29. Jeff Burton - 2259
30. Kenny Wallace - 1814
31. Kyle Petty - 1710
32. Joe Nemechek - 1691
33. Michael Ritch - 1643
34. Andy Santerre - 1498
35. Hermie Sadler - 1449
36. Chad Chaffin - 1373
37. Michael Waltrip - 1356
38. P. J. Jones - 1262
39. Jason Jarrett - 1187
40. Wayne Grubb - 1158
41. Bobby Hillin, Jr. - 1137
42. Kevin Lepage - 1063
43. Steve Park - 999
44. Jason Schuler - 991
45. Hut Stricklin - 983
46. Dave Blaney - 976
47. Adam Petty - 928
48. Justin Labonte - 913
49. Ricky Hendrick - 876
50. Kenny Irwin, Jr. - 852